# Aeroporto di Alta Floresta-Pilota Osvaldo Marques Dias
L'Aeroporto Piloto Osvaldo Marques Dias, (IATA: AFL, ICAO: SBAT), fino al 2010 indicato come Aeroporto di Alta Floresta, è un aeroporto brasiliano situato a 6 km dal centro della città di Alta Floresta, nello Stato federato del Mato Grosso.
La struttura, dal 2011 intitolata ufficialmente alla memoria dell'aviatore brasiliano Osvaldo Marques Dias, è dotata di una pista in asfalto lunga 2 513 m e larga 30 m posta all'altitudine di 289 m s.l.m./ 947 ft e con orientamento 03/21.
L'aeroporto è gestito dal Departamento de Aviação Civil, il dipartimento dell'aviazione civile brasiliana, ed è aperto al traffico commerciale.